# معماری صنعتی

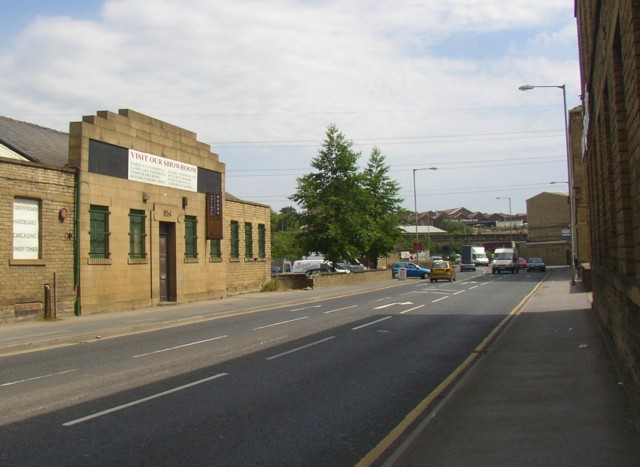
معماری صنعتی

معماری صنعتی به طراحی و ساخت ساختمان‌های صنعتی و سازه‌های مرتبط با صنعت گفته می‌شود. معماری صنعتی با وقوع انقلاب صنعتی، اهمیت پیدا کرد. نمونه‌هایی از سازه‌ها و ساختمان‌های صنعتی که در طراحی و ساخت آنها از روش‌ها و تکنیک‌های معماری صنعتی استفاده می‌شود شامل: کارخانه‌های آبجوسازی و تقطیر، دکل‌های حفاری، کارخانجات، کارخانه ذوب فلز، تأسیسات معدنی، پالایشگاه‌های نفت و گاز، نیروگاه‌ها و انبارهای صنعتی است.